# Helmut Pfannmüller
Helmut Pfannmüller (* 1. Oktober 1902 in Bad Wimpfen; † 28. November 1977 in Hannover) war ein deutscher Bauingenieur und als Professor von 1943 bis 1945 Rektor der Technischen Hochschule Hannover.

## Leben
Helmut Pfannmüller studierte von 1920 bis 1924 an der TH Darmstadt Bauingenieurwesen. Während des Studiums wurde er Mitglied des Darmstädter Wingolf. Er begann anschließend bei der Duisburger Stahlbaufirma Harkort und berechnete dort mit anderen die Statik der Rhein-Hängebrücke bei Köln-Mülheim, die im Zweiten Weltkrieg zerstört wurde. 1929 wechselte er als Assistent an die RWTH Aachen an den Lehrstuhl von Adolf Müllenhoff und wurde dort 1930 mit seiner Arbeit Zur Ausbildung und Berechnung eiserner Druckgurt-Windverbände promoviert.
Zum 1. Februar 1933 trat er der NSDAP bei (Mitgliedsnummer 1.441.218) und machte in den Folgejahren schnell Karriere an der RWTH Aachen. Er trat auch der SA bei. 1935 nahm er in Kiel am Führerlehrgang des Nationalsozialistischen Deutschen Dozentenbunds (NSDDB) und ließ sich so zum Politischen Leiter ausbilden. In der Folge wurde er 1936 Leiter des NSDDB an der RWTH Aachen. Trotz fehlender Habilitation erhielt er durch Fürsprache des Fachbereichs Bauwesen und seines inzwischen in Berlin arbeitenden Vorgängers als NSDDB-Leiter, Nipper, bereits 1936 einen Lehrauftrag für Stahlbau, weil sein politisches Engagement geschätzt wurde. Als NSDDB-Leiter suchte er eher die Konfrontation zum Lehrkörper und setzte politisches Engagement über wissenschaftliche Qualifikation. 1937 habilitierte er sich, galt aber dennoch nur als mäßiger Wissenschaftler. Rektor Grube versuchte nun, ihn wegen seiner Amtsführung wegzuloben. Ein erster Versuch, Pfannmüller eine Professur an der TH Darmstadt zu verschaffen, scheiterte. Der zweite Versuch gelang: Pfannmüller wurde 1937 als Professor auf den Lehrstuhl für Statik und Stahlbau an die TH Hannover berufen. Auch hier führte sein politisches Engagement zu einer schnellen Karriere: 1939 wurde er Dozentenbundführer der TH, 1942 Gaudozentenbundführer und Prorektor und von 1943 bis 1945 schließlich Rektor. Ebenfalls 1943 wurde er als Prüfingenieur für Baustatik und Sondersachverständiger für Großgeräte im Tagebau zugelassen. Als Rektor ließ er die Bibliothek der Hochschule rechtzeitig auslagern und verhinderte so deren Zerstörung im Krieg.
Nach dem Krieg lehrte Pfannmüller weiterhin an der TH Hannover und unterhielt parallel ein eigenes Büro in Hannover.

## Auszeichnungen
- 1972: Ehrendoktorwürde der TH München

## Schriften (Auswahl)
- Zur Ausbildung und Berechnung eiserner Druckgurt-Windverbände, Dissertation RWTH Aachen, Noske, Borna-Leipzig 1931
- mit Reinhard Kaufmann: Über das Ermüdungsverhalten des Werkstoffs Stahl: Ergebnisse eines speziellen Literaturstudiums, Technische Hochschule Hannover – Lehrstuhl für Stahlbau, Hannover 1960
- mit Reinhard Kaufmann: Der Dauerfestigkeitsnachweis der "Berechnungsgrundlagen für Grossgeräte in Tagebauen" und seine zulässigen Spannungen, Technische Hochschule Hannover – Lehrstuhl für Stahlbau, Hannover 1960
- Grossgeräte in Tagebaubetrieben: Besonderheiten in Statik und Konstruktion, Technische Hochschule Hannover – Lehrstuhl für Stahlbau, Hannover 1970

## Werke (Auswahl)

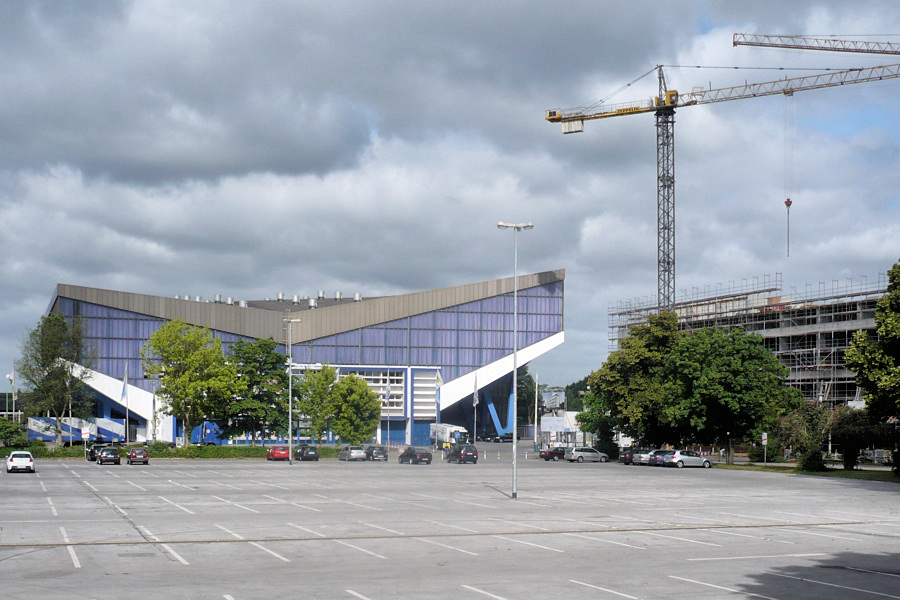
Die Grugahalle in Essen (2009).

- 1957: Statische Prüfung der Grugahalle, Essen